# Sinibaldo Ibi
Pour les articles homonymes, voir Ibi.
Sinibaldo Ibi  (latin : Sinibaldus Perusius), ou même Sinibaldi  (v. 1475 - v. 1550) est un peintre italien du début du XVIe siècle. Disciple du Pérugin, il s'inspira de Raphaël et imita Pinturicchio.

## Biographie
Sinibaldo Ibi devient maître en 1507, avec la commande d'un tableau pour l'autel de la cathédrale de Gubbio, où il réside à l'époque. 
Il devient membre, en 1527, de la guilde de Pérouse, où il côtoie Orlando di Perugia.
Le 26 mai 1527, il fait partie des cent citoyens élus par chaque porte pour l'administration de la ville. Il est l'un des cinq camerlingues de la Porta Sole, qui devaient former un conseil de dix citoyens par quartier pour gouverner la cité.

## Œuvres
On trouve des ouvrages de Sinibaldo Ibi datés de 1507 à 1532, parmi lesquels :
- Vierge à l'Enfant, entouré des saints Sébastien et Tibald (1507), retable du Dôme de Gubbio.
- Madone (1521), huile sur bois, destinée à l'église San Secondo, Île Polvese
- Annonciation (1528), Galerie nationale de l'Ombrie, Pérouse.

## Sources et bibliographie
- Charles Blanc (dir.), Histoire des peintres de toutes les écoles. Écoles Ombrienne et Romaines sur Google Livres, Volume 10, Librairie Renouard, Paris, 1870, p. 16-17
- Johann David Passavant, Raphael d'Urbin et son père, Giovanni Santi sur Google Livres, Volume 1, Jules Renouard, Paris, 1860, p. 487-488
- (en) David Franklin, For Sinibaldo Ibi in Sansepolcro : a new painting and a new document sur Google Livres, Ediart, 1998, 7 pages